# Maison de David
Pour les articles homonymes, voir Maison (homonymie) et David.

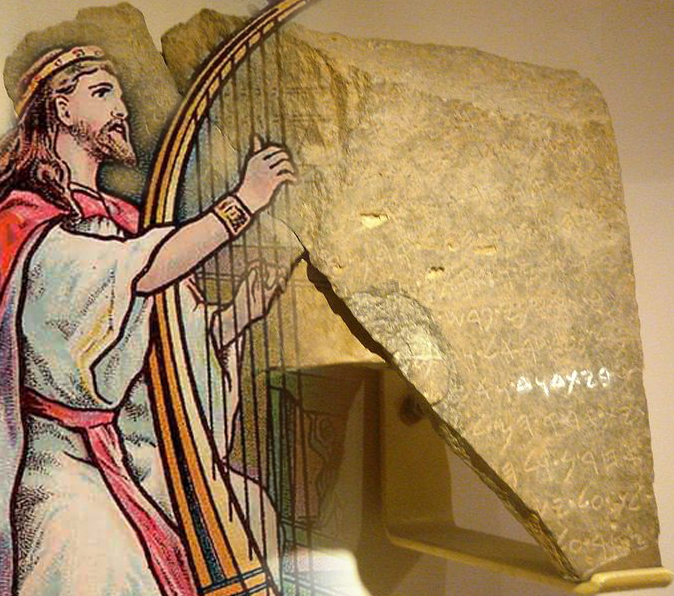
Illustration du roi David à côté de l'inscription de Tel Dan qui cite sa « Maison ».

La Maison de David (également appelée Lignée davidique ou Dynastie de David, et parfois Maison Royale d'Israël), connue en hébreu comme Malkhout Beit David (« Monarchie de la Maison de David ») fait référence dans le judaïsme — puis dans le christianisme — à la dynastie de rois et de grands dirigeants dans l'histoire juive, remontant au roi David de la Bible.

## Présentation
Le roi David est le troisième roi de la monarchie unie d'Israël et de Juda.
Dans le judaïsme, si tous les descendants du roi David, donc relevant de la Maison de David, n'ont pas occupé le trône davidique, tous les rois d'Israël et de Judée appartiennent à la Maison de David. Les plus notables de la Maison de David sont Azaria/Ozias, Saül - David - Salomon, Jéroboam, Rehoboam, Josaphat, Ezéchias, Manasseh, Amon, Sedecias,...

Généalogie des rois d'Israël et de Juda : du royaume d'Israël uni en ; du royaume d'Israël après sa division en ; du royaume de Juda après la partition en.

### Judaïsme

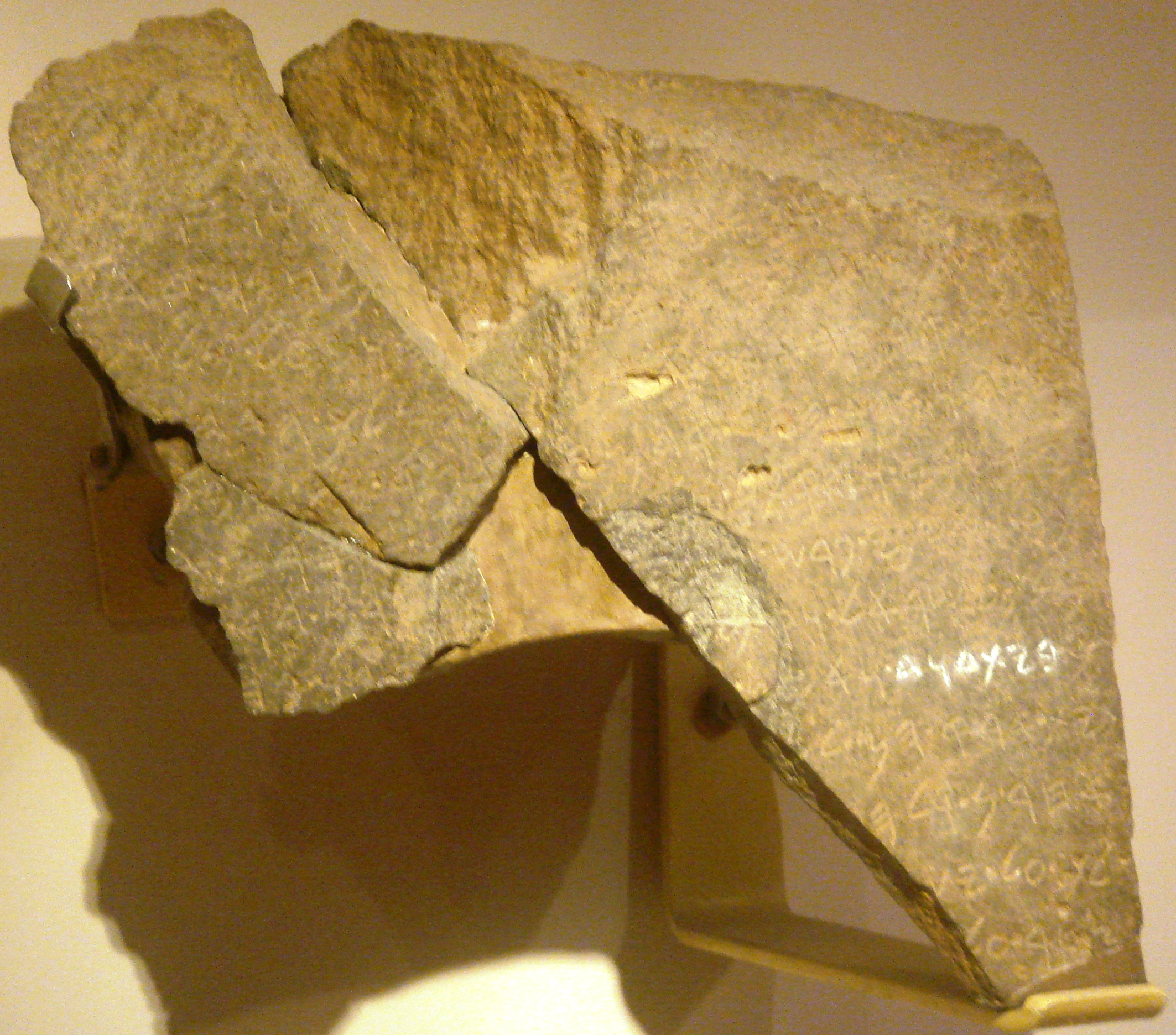
Sur la stèle de Tel Dan, l'inscription en hébreu ancien (araméen) « Maison de David » (« ביתדוד ») est mise en valeur en blanc.

L’existence historique d'une « Maison de David » est attestée par deux stèles antiques. La stèle de Tel Dan - datant du IXe – VIIIe siècle av. J.-C. est retrouvée dans le nord d'Israël - même si sa portée historique par rapport à celle que lui attribue la tradition juive est tout de même largement contestée[pas clair]. La stèle de Mesha, découverte à Dhiban (actuelle Jordanie), mentionne également « la Maison de David » en langue moabite et date du IXe siècle av. J.-C., soit environ un siècle après le règne du roi David,.
La maison de David cesse de régner lorsque le royaume de Juda est envahi par l'Empire néo-babylonien en 586/587 av. J.-C.

### Christianisme
Les Évangiles chrétiens affirment que Jésus descend de la lignée davidique et est donc le Messie juif légitime. L'Arbre de Jessé (Jessé étant le père de David) est une représentation artistique chrétienne traditionnelle du lien généalogique de Jésus avec le roi David.
Les livres du Nouveau Testament de Matthieu et de Luc donnent cependant deux récits différents de la généalogie de Jésus, qui remontent au roi David, et alors que le prophète Jérémie ait précédemment damné la descendance de Yechonias dont est issu Joseph, père légal de Jésus, et que la lignée davidique de Marie, mère de Jésus, via Nathan dont aucune descendance n'est citée dans le Livre des Chroniques, est celle d'une femme.

### Autres
Le dynastie salomonide d'Abysinie/d'Éthiopie descend également selon la légende du roi David, par son fils aîné Salomon et la reine de Saba.